# Rémy Delaveuve
Rémy Delaveuve, né à Yaté le 16 mars 1923 et mort à Nouméa le 6 novembre 1989,, est un athlète, administrateur sportif et homme politique vanuatais.

## Biographie
Caldoche, il suit une formation en topographie en Nouvelle-Calédonie avant d'émigrer au condominium des Nouvelles-Hébrides, colonie franco-britannique, à l'âge de 19 ans. Employé par le service topographique de la colonie, il fonde en 1961 l'association sportive du pays et devient sélectionneur de l'équipe des Nouvelles-Hébrides de football. Il encourage avec succès la fondation de clubs de football à travers le pays. En 1963 ont lieu les premiers Jeux du Pacifique Sud, à Suva aux Fidji, et Rémy Delaveuve mène conjointement avec Douglas Williams la délégation néo-hébridaise aux épreuves d'athlétisme.
Il est également président de l'Association France-Hébrides pour promouvoir les relations entre la France et la colonie après son indépendance. Avec Vincent Boulekone, Jean-Marie Léyé, Gérard Leymang, Aimé Maléré et Guy Prévot, il est l'une des principales figures de l'Union des communautés des Nouvelles-Hébrides (UCNH), parti politique fondé en 1974 en opposition au Parti national des Nouvelles-Hébrides, parti anglophone qui exige une indépendance immédiate de la colonie. L'UCNH, qui rassemble des francophones à la fois autochtones, métis et colons ou descendants de colons, défend les intérêts de la minorité francophone et promeut une période de développement social et économique de la colonie avant toute perspective d'indépendance. Rémy Delaveuve est le président fondateur du parti, tandis que Jean-Marie Léyé (autochtone) est vice-président et Gérard Leymang (autochtone également) secrétaire.
Le 16 août 1975 ont lieu les premières élections municipales dans les deux villes de la colonie, Port-Vila (la capitale) et Luganville, trois mois avant les premières élections législatives. À Port-Vila, Rémy Delaveuve mène la liste de l'UCNH face à celle du Parti nationale, et remporte dix-huit des vingt-trois sièges au conseil municipal. Il est ainsi élu premier maire de la capitale. (Dans le même temps, l'alliance du Mouvement autonomiste des Nouvelles-Hébrides, du Tabwemassana et du Nagriamel, alliance proche de l'UCNH, remporte tous les sièges sauf un au conseil municipal de Luganville, face au Parti national, et Michel Noël devient maire.),. Rémy Delaveuve s'appuie sur le modèle du conseil municipal de Nouméa pour définir le fonctionnement de celui de Port-Vila. « Énergique et compétent », il se consacre avec succès au développement de la ville. 
Aux élections législatives de novembre 1975, il entre à l'Assemblée représentative des Nouvelles-Hébrides comme député de Port-Vila, tout en demeurant maire de la ville. Il obtient le plus grand nombre de voix dans cette circonscription qui élit cinq représentants, et l'UCNH remporte les cinq sièges de la capitale, devançant les quatre candidats du Parti national. Il ne se représente pas aux élections de 1979, se consacrant à la gestion de sa ville,. Les Nouvelles-Hébrides deviennent indépendantes en 1980, prenant le nom de république de Vanuatu.